# Huwag Kang Mangamba
Huwag Kang Mangamba é uma telenovela filipina produzida pela Dreamscape Entertainment e exibida pela Kapamilya Channel de 22 de março a 12 de novembro de 2021, estrelada por Andrea Brillantes, Francine Diaz, Kyle Echarri e Seth Fedelin.

## Enredo
A história apresenta um formato do passado para o presente, onde os acontecimentos do passado contextualizarão o dia atual centrado na cidade fictícia de Hermoso.
No passado, um incêndio queimou a única igreja em Hermoso que fez com que as pessoas perdessem a fé em Deus devido à tragédia. Fátima fazia parte de um grupo rebelde visado pelos militares liderados por Samuel, onde os dois se encontraram depois de uma explosão durante um dos ataques.
A busca de Mira para descobrir o paradeiro de sua mãe a leva à cidade de Hermoso. Uma noite, uma tragédia acontece quando Mira é vítima de um acidente que aparentemente a mata. Mira então recupera a consciência; acreditando que seu acidente não foi fatal, mas ela logo percebe que ela estava realmente morta.
Joy é colocada sob os cuidados da família de sua madrasta devido aos deveres de seu pai como soldado, não lhe deixando outra escolha a não ser ficar em Hermoso. Revelando o envolvimento de sua meia-irmã com uma overdose, as tentativas de Joy para falar com seu pai fracassam quando ela sofre um acidente de carro que a mata por hemorragia cerebral confirmada por médicos especialistas. No entanto, Joy rosas dos mortos, para o choque de todos.
As vidas de Mira e Joy se entrelaçarão ao compartilharem a mesma experiência - a ressurreição. As complicações surgem quando se tornam o assunto dos curiosos e críticos cidadãos de Hermoso. Presos por sua aparente ressurreição milagrosa, juntos, eles enfrentarão provações ao lidar com diversas pessoas que apresentam diferentes morais, crenças e valores.

## Elenco

### Elenco principal
- Andrea Brillantes[1] como Mira Cruz
- Francine Diaz[1] como Joy Cordero
- Kyle Echarri[1] como Rafael Advincula
- Seth Fedelin[1] como Pio delos Reyes

### Elenco de apoio
- Sylvia Sanchez[1] como Barang Santisimo
- Eula Valdez[1] como Deborah delos Santos
- Nonie Buencamino[1] como prefeito Simon Advincula
- Mylene Dizon[1] como Eva Valenciano
- Diether Ocampo[1] como capitão Samuel Cordero
- RK Bagatsing[1] como Miguel Advincula
- Enchong Dee[1] como pai Sebastian "Seb" Montes
- Angeline Quinto[1] como Darling Sanchez
- Dominic Ochoa[1] como Tomas delos Reyes
- Matet de Leon[1] como Rebecca delos Reyes
- Mercedes Cabral[1] como Agatha delos Santos
- Alyanna Angeles[1] como Sofia Cordero
- Soliman Cruz[1] como Caloy Sanchez
- Paolo Gumabao[1] como Maximo Villoria
- Matty Juniosa[1] como Roberto "Bobby"
- Renshi de Guzman como Hans Alvarez
- Raven Rigor como Mateo
- Margaux Montana como Babygirl "Ghie"
- Renz Aguilar

Elenco de convidados
- Dimples Romana[2] como Fatima "Faith" Cruz-Cordero
- Allan Paule como Fidel Alvarez
- Meg Imperial como Deborah (jovem)
- Jess Mendoza como Simon (jovem)
- Javi Benitez como Tomas (jovem)
- Izzy Canillo como Miguel (jovem)
- Mark Dionisio como Abel
- Anne Feo como Diana

## Exibição
| País/Região      | Emissora          | Data de estréia     | Data de final          | Título              |
| ---------------- | ----------------- | ------------------- | ---------------------- | ------------------- |
| Filipinas        | Kapamilya Channel | 22 de março de 2021 | 12 de novembro de 2021 | Huwag Kang Mangamba |
| Filipinas        | A2Z               | 22 de março de 2021 | 12 de novembro de 2021 | Huwag Kang Mangamba |
| Filipinas        | TV5               | 22 de março de 2021 | 12 de novembro de 2021 | Huwag Kang Mangamba |
| Estados Unidos   | TFC               | março de 2021       | novembro de 2021       | Huwag Kang Mangamba |
| Canadá           | TFC               | março de 2021       | novembro de 2021       | Huwag Kang Mangamba |
| Japão            | TFC               | março de 2021       | novembro de 2021       | Huwag Kang Mangamba |
| Coreia do Sul    | TFC               | março de 2021       | novembro de 2021       | Huwag Kang Mangamba |
| Taiwan           | TFC               | março de 2021       | novembro de 2021       | Huwag Kang Mangamba |
| Hong Kong        | TFC               | março de 2021       | novembro de 2021       | Huwag Kang Mangamba |
| Malásia          | TFC               | março de 2021       | novembro de 2021       | Huwag Kang Mangamba |
| Indonésia        | TFC               | março de 2021       | novembro de 2021       | Huwag Kang Mangamba |
| Singapura        | TFC               | março de 2021       | novembro de 2021       | Huwag Kang Mangamba |
| Papua-Nova Guiné | TFC               | março de 2021       | novembro de 2021       | Huwag Kang Mangamba |
| Austrália        | TFC               | março de 2021       | novembro de 2021       | Huwag Kang Mangamba |
| Nova Zelândia    | TFC               | março de 2021       | novembro de 2021       | Huwag Kang Mangamba |
| Europa           | TFC               | março de 2021       | novembro de 2021       | Huwag Kang Mangamba |
| Médio Oriente    | TFC               | março de 2021       | novembro de 2021       | Huwag Kang Mangamba |